# Ruta Nacional 122 (Argentina)
La Ruta Nacional 122 es una carretera argentina, que se encuentra al este de la provincia de Corrientes. En su recorrido de 6 kilómetros asfaltados une la ruta nacional 14 en el km 551 y la ciudad de Yapeyú, junto al río Uruguay, en el departamento San Martín.
Antes de 1979 formaba parte de la Ruta Nacional 129.

## Traza antigua
Antiguamente había otra ruta con este número, que en 32 km se extendía desde la Ruta Nacional 14 hasta la ciudad correntina de Monte Caseros. Este recorrido está marcado en verde en el mapa adjunto.
Por convenio del 30 de mayo de 1974 esta ruta fue transferida a la provincia de Corrientes. Actualmente este camino forma la ruta provincial 129.